# Georg Friedrich Hornung
Georg Friedrich Hornung (* 7. Mai 1891 in Würzburg; † 19. Mai 1942 in Berlin-Moabit) war ein deutscher Kommunist, Widerstandskämpfer und Opfer des NS-Regimes. 

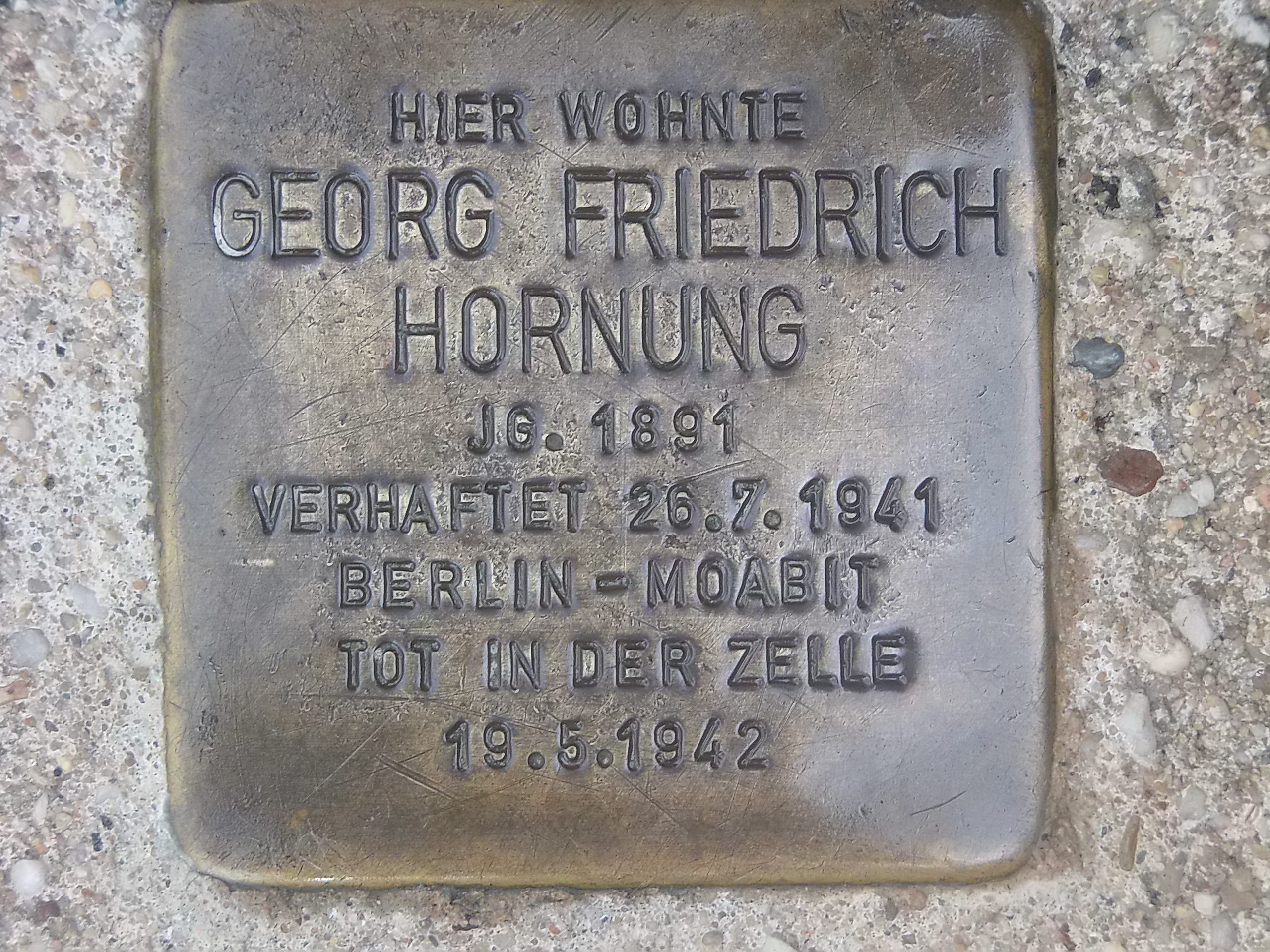
Stolperstein in Würzburg Sophienstraße am ehemaligen Wohnort.

## Leben
Hornung war gelernter Mechaniker und diente im Ersten Weltkrieg als Jagdflieger. Seitdem war er für den Rest seines Lebens überzeugter Kommunist und aktives Mitglied der Kommunistischen Partei Deutschlands (KPD). Hornung, er arbeitete in Würzburg als Packer, war Soldatenratsvorsitzender, hatte maßgeblichen Einfluss auf die Gründung der Würzburger Ortsgruppe der KPD am 22. März 1919 und war der letzte politische Leiter des KPD-Unterbezirks Würzburg.
Als Adolf Hitler am 12. Oktober 1932 seinen ersten großen Wahlkampf-Auftritt in Würzburg in der damaligen Ludwigshalle hatte, dem ehemaligen Bahnhofsgebäude, unterbrach Hornung mit zwei Kameraden bei Hitlers Eintreffen auf dem Hallendach die Stromversorgung, so dass Beleuchtung und Beschallung in der Halle komplett ausfielen. Nach Hitlers Machtergreifung floh Hornung in die Tschechoslowakei und versuchte von dort den Widerstand zu organisieren. In Prag und im Grenzsekretariat von Asch spielte er bald eine zentrale Rolle in der Grenzarbeit der KPD für Nordbayern. Hornung versorgte den tschechischen Nachrichtendienst mit Informationen über Militärstationierungen und militärische Baumaßnahmen in Deutschland. Von dort belieferte er auch die KPD-Ortsgruppe Würzburg mit illegalen Zeitungen und Broschüren. Als am 3. Oktober 1936 seine Aufenthaltsgenehmigung erlosch, ging Hornung nach Spanien.
Im spanischen Bürgerkrieg war Hornung Kommandeur der gegen Francisco Franco kämpfenden Internationalen Thälmann-Brigade. Die Jahre 1938 bis 1941 verbrachte Hornung in französischen Internierungslagern und wurde am 26. Juli 1941 an das Deutsche Reich ausgeliefert, als er sich nicht bereit erklärte, der Fremdenlegion beizutreten.
In Deutschland wurde Hornung des Landesverrats angeklagt. Am 20. Mai 1942 sollte um 9 Uhr der Prozess gegen ihn vor dem Volksgerichtshof in Berlin beginnen. Doch am Nachmittag des Vortages starb Hornung um 15 Uhr in seiner Zelle der Justizvollzugsanstalt Moabit unter nicht mehr zu ermittelnden Umständen.
Am 22. September 2008 wurde in Würzburg vor dem Haus Sophienstraße 9, in dem Georg „Schorsch“ Hornung einst gelebt hatte, ein Stolperstein zu seinem Gedenken verlegt.